# Élections municipales en France
En France, les élections municipales permettent d'élire les membres du conseil municipal de chaque commune. Ceux-ci sont appelés conseillers municipaux. Ils élisent en leur sein le maire, qui préside le conseil municipal, ainsi que les adjoints au maire. Le mandat des conseillers municipaux, du maire et de ses adjoints est de six ans. Depuis 2014, avec la mise en place de l'élection au suffrage direct dit « fléché » dans les communes de 1 000 habitants et plus, plus de 80 % des électeurs en France (soit quatre sur cinq) sont conduits à désigner leurs représentants au sein des conseils intercommunaux ou métropolitains. Les bulletins de vote présentent à cet effet une double liste. Les prochaines élections municipales auront lieu en mars 2026. 
Les grands électeurs du Sénat sont déterminés à 95 % par les élections municipales.

## Histoire
De 1831 à 1837, une série de lois vient préciser la composition et la compétence des conseils municipaux, qui reçoivent une personnalité juridique, mais qui sont recrutés par des élections de types censitaires et oligarchiques. L'élection des maires dans les petites communes fut introduit après la révolution de 1848 et la proclamation de la république. Rapidement cependant, la république prend un tournant conservateur et revient à un régime centralisateur quasi absolu : maires et adjoints restent nommés par les autorités supérieures.
La loi du 5 avril 1884 est considérée comme l'acte fondateur de la démocratie municipale en France, instituant un régime juridique uniforme pour toutes les communes (à l'exception de la ville de Paris). Elle affirme l'élection des membres du conseil municipal (les conseillers municipaux) au suffrage universel direct et l'élection du maire par le conseil municipal. Le mandat est fixé à quatre ans, il est porté à six ans en 1929.
Le mode de scrutin retenu est le scrutin majoritaire plurinominal à deux tours avec panachage. Il reste en vigueur pour toutes les communes jusqu'aux élections de 1947, où un scrutin proportionnel s'applique aux communes de plus de 9 000 habitants.
L'ordonnance du 4 février 1959 rétablit le scrutin majoritaire pour les communes de moins de 120 000 habitants. Pour les autres, le scrutin est un scrutin proportionnel de liste à un tour. Mais dès 1964, une loi supprime totalement la proportionnelle :
- dans les communes de moins de 30 000, le scrutin majoritaire avec panachage est maintenu ;
- dans les communes de plus de 30 000 est créé un scrutin majoritaire avec liste bloquée à deux tours : la liste gagnante (majorité absolue au premier tour, relative au second) remporte la totalité des sièges du conseil municipal ; à Paris, Marseille et Lyon, le scrutin a lieu par secteurs composés d'un, plusieurs ou une partie d'arrondissement.

Une loi du 19 juillet 1976 modifie le découpage des secteurs de Paris, Marseille et Lyon et crée des secteurs pour Toulouse et Nice.
La loi du 19 novembre 1982 instaure un double mode de scrutin, en fonction du nombre d'habitants :
- dans les communes de moins de 3 500 habitants, le scrutin majoritaire avec panachage est maintenu ;
- dans les communes de plus de 3 500 habitants, un scrutin proportionnel de liste est instauré avec une prime majoritaire correspondant à la moitié des sièges à pourvoir pour la liste gagnante.

Le scrutin a lieu dans le cadre de la commune, sauf à Paris, Marseille et Lyon pour lesquelles la loi PLM prévoit qu'elle ait lieu par secteur. Cette loi crée également les conseils et maires d'arrondissement.
En 2013, le seuil entre scrutin majoritaire et proportionnel est abaissé à 1 000 habitants.
En 2025, le scrutin majoritaire est définitivement supprimé pour les communes de moins de 1 000 habitants au profit du scrutin de liste, déjà applicable aux autres communes.

### Scrutins
En dehors de ces convocations, il est organisé plusieurs élections municipales partielles.

### Femmes lors des élections municipales françaises
La place des femmes dans les élections municipales françaises demeure, à l'instar de celle qu'elles occupent dans la vie politique française en général, nettement minoritaire. Si d'indéniables progrès ont été réalisés depuis 1947 (date du premier scrutin municipal auquel les femmes sont électrices et éligibles), la marche vers la parité se révèle extrêmement lente. Ainsi, après une longue période de stagnation de 1947 à 1965, la féminisation des conseils municipaux ne commence à s'opérer que timidement à partir du début des années 1970. Il faut attendre les années 2000 pour que des mesures législatives viennent imposer la parité. Toutefois, si la part des femmes dans les conseils municipaux atteint 40,3 % en 2014, seuls 16 % des maires sont des femmes à cette date.

#### Stagnation (1947-1965)

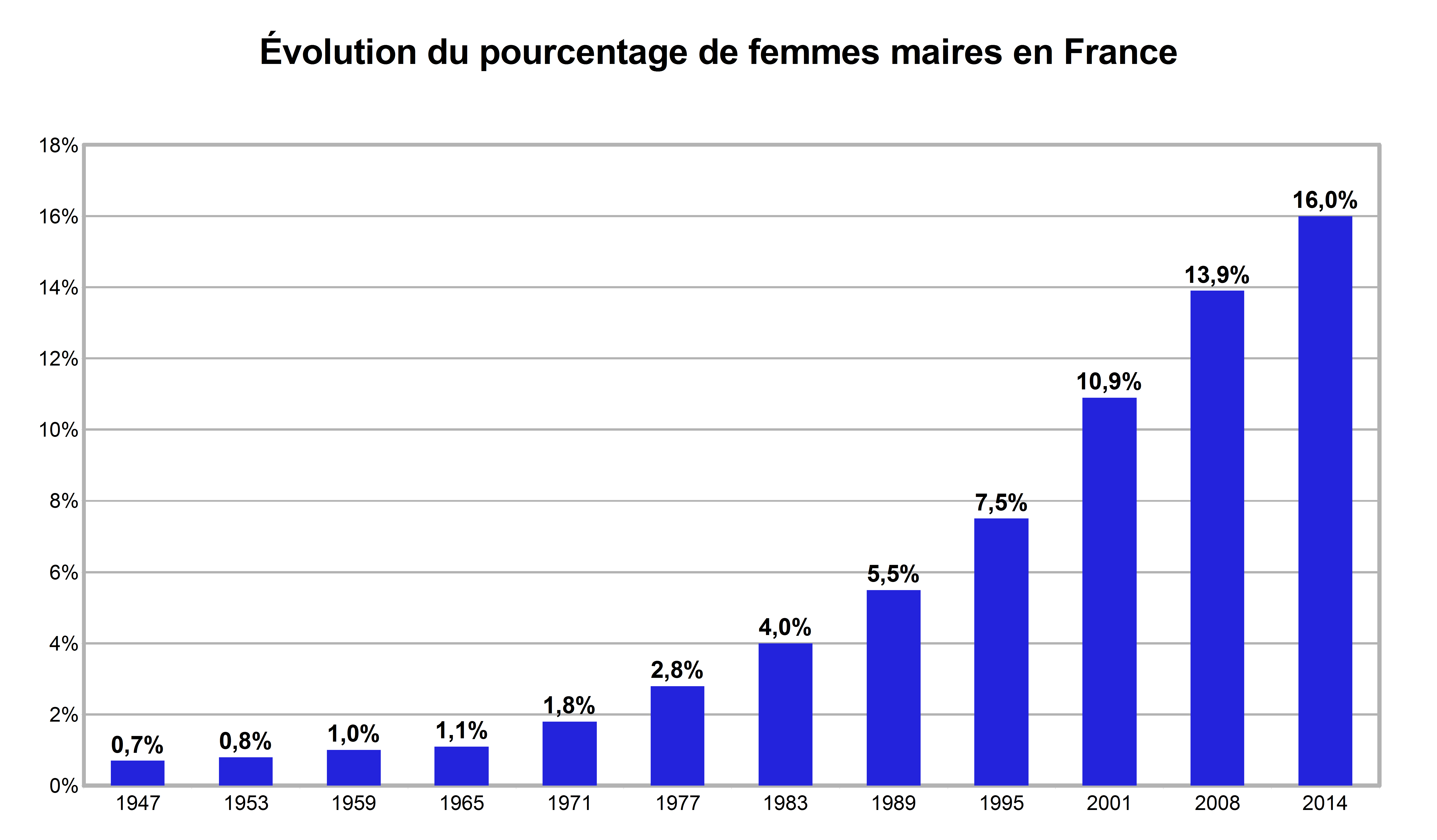
Évolution du pourcentage de femmes maires en France entre 1947 et 2014.

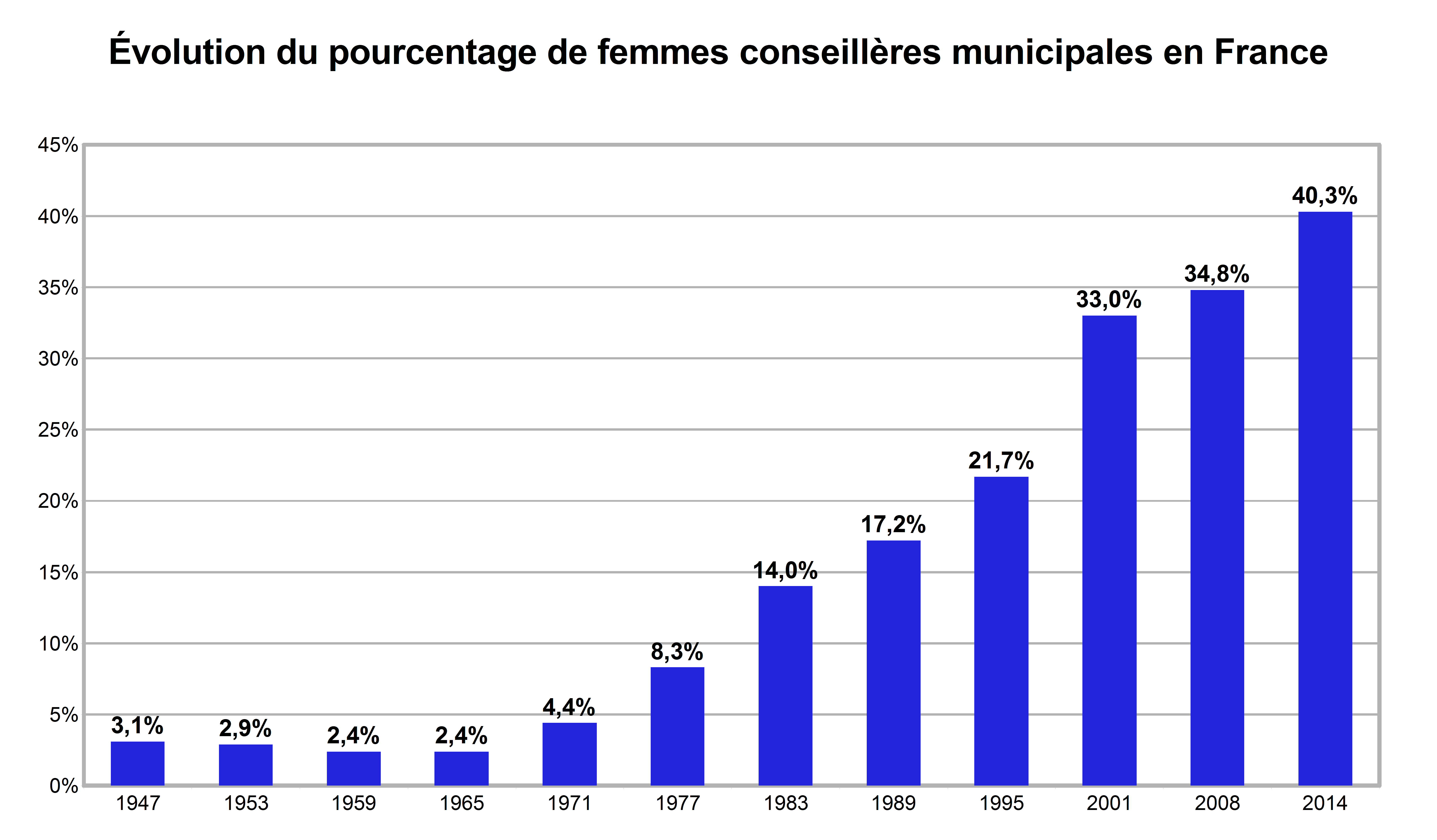
Évolution du pourcentage de conseillères municipales en France entre 1947 et 2014.

Bien que le droit de vote ait été accordé aux femmes en 1944, la féminisation des conseils municipaux demeurent longtemps extrêmement faible. Ainsi, de 1947 à 1965, la part des femmes dans les conseils municipaux ne dépasse jamais le record établi lors des élections municipales de 1947 (3,1 %). Cette part tend même à diminuer au cours des élections suivantes pour ne plus atteindre que 2,4 % en 1965. Durant la même période, la part de femmes endossant l'écharpe de maire est encore plus faible : de 0,7 % en 1947, elle atteint péniblement 1,1 % en 1965.

#### Progression timide (1971-1995)
Les élections municipales de 1971 constituent une première rupture : bien que le taux de féminisation demeure encore très faible (1,8 % de femmes maires et 4,4 % de conseillères municipales), il connait pour la première fois un bond qui se poursuivra lors des scrutins suivants. Le nombre de femmes maires augmente ainsi de plus de 60 % tandis que la part des femmes dans les conseils municipaux bondit de l'ordre de 80 %. Les élections municipales qui suivent consacrent la marche vers la parité en même temps que la lenteur du processus : de 8,3 % en 1977, le taux de féminisation des conseils municipaux atteint 21,7 % en 1995. Sur la même période, la part des femmes maires ne passe que de 2,8 % à 7,5 %. Ainsi, un demi-siècle après que le droit de vote leur ai été accordé, les femmes demeurent encore très largement sous-représentées lors des scrutins municipaux.

#### Féminisation institutionnelle et juridique (2001-2014)
La législation concernant la parité dans les scrutins à listes prend forme à partir des années 2000. Une première loi dite « de parité » est adoptée le 6 juin 2000 et oblige les partis politiques à inscrire dans leurs listes de candidats le même nombre d'hommes et de femmes, sous peine de sanctions financières. Cette loi est complétée en 2007 avec l'obligation pour les partis d'alterner sur leurs listes des candidats des deux sexes sous peine de sanctions financières encore plus lourdes ; cette disposition ne concerne toutefois que les communes de plus de 3 500 habitants avant d'être étendue en 2014 à toutes les communes de plus 1 000 habitants. De surcroit, une loi adoptée en 2010 prévoit que la dotation publique des collectivités territoriales prend en compte le respect de la parité aux élections locales.
Grâce à ces mesures, la féminisation des conseils municipaux connait une nette progression, passant de 21,7 % en 1995 à 40,3 % en 2014. La même année, la ville de France la plus peuplée, Paris, élit un maire femme, Anne Hidalgo. Toutefois, à la même date, 84 % des maires de France étaient encore des hommes. Cette situation s'explique par le fait que :
- pour ne pas rendre la formation de listes excessivement contraignante, les règles de la parité ne s'appliquent pas dans les communes de moins de 1 000 habitants alors que celles-ci représentent 26 878 des 36 681 communes françaises en 2014. Dans ces communes, le taux de féminisation des conseils municipaux n'atteint que 35 %[12] ;
- 87 % des têtes de listes sont des hommes en 2014[12].

## Caractéristiques

### Modes de scrutin
Le mode de scrutin est très différent selon la taille de la commune. La réforme introduite par la loi no 2013-403 du 17 mai 2013 s'applique à partir du renouvellement général des conseils municipaux de 2014 ; le mode de scrutin est donc :
- un scrutin majoritaire plurinominal avec panachage pour les communes de moins de 1 000 habitants ;
- un scrutin de liste majoritaire mixte avec 50 % des sièges répartis proportionnellement, pour les communes plus importantes.

Antérieurement à la réforme de 2013, le scrutin proportionnel de liste ne concernait que les communes de plus de 3 500 habitants. La réforme a notamment pour objet d'imposer le respect des règles de parité entre homme et femmes dans les 6 659 communes dont la population était comprise, en 2013, entre 1 000 et 3 500 habitants : « alors que les femmes représentent 48,5 % des conseillers municipaux dans les communes de 3 500 habitants et plus à l’heure actuelle, elles ne sont que 32,5 % dans les communes de moins de 3 500 habitants. Avec le nouveau seuil, ce sont environ 10 000 femmes supplémentaires qui feront leur entrée dans les instances communales, au moins dans les assemblées délibérantes ». La réforme de 2025 étend le scrutin de liste paritaires aux communes de moins de 1 000 habitants. Cette modification entre en vigueur pour les élections de 2026.

#### Communes de moins de1 000 habitants
L'élection des conseillers municipaux se déroule au scrutin majoritaire plurinominal à deux tours, avec panachage : 
- au premier tour, des candidats sont élus s'ils ont obtenu la majorité absolue des suffrages exprimés et le vote d'au moins le quart des électeurs inscrits ;
- si tous les postes ne sont pas pourvus (ce qui inclut nécessairement le cas où le nombre de candidatures est inférieur au nombre de poste à pourvoir), un second tour est organisé, dans lequel la majorité relative suffit. Tous les candidats présents au premier tour sont admis à se présenter au second tour, mais un candidat peut renoncer. De nouvelles candidatures peuvent être déclarées uniquement si le nombre de candidats est inférieur au nombre de sièges à pourvoir. Au second tour, la majorité relative suffit. Si plusieurs candidats obtiennent le même nombre de suffrages, l'élection est acquise au plus âgé lorsque tous ne peuvent être élus compte tenu du nombre de sièges à pourvoir[17].

Depuis la réforme du 17 mai 2013, une déclaration de candidature en préfecture ou sous-préfecture est obligatoire. Les candidatures isolées et les listes incomplètes sont autorisées, et on ne peut plus être élu si l'on n'a pas préalablement fait acte de candidature. Les suffrages sont comptabilisés individuellement, et le panachage est autorisé : les électeurs ont le droit de ne pas respecter les listes de candidats, en votant pour des candidats issus de listes différentes.
En cas de démission, décès ou d'empêchement définitif d'un élu, son siège restera vacant. Toutefois :
- lorsque le conseil municipal a ainsi perdu le tiers de ses membres (la moitié si les élections sont fixées à moins d'un an),
- ou s'il y a lieu de procéder à l'élection du maire (pour démission, décès...) et que le conseil municipal est ainsi incomplet,

de nouvelles élections sont organisées.
Pour les communes de moins de 1 000 habitants ces élections ne renouvellent que les sièges vacants.

#### Communes de1 000 habitantset plus
Dans les communes de 1 000 habitants et plus, l'élection des conseillers municipaux se déroule selon un scrutin de liste à deux tours avec représentation proportionnelle : les candidats se présentent en listes complètes avec la possibilité de deux candidats supplémentaires. Lors du vote, on ne peut faire ni adjonction, ni suppression, ni modification de l'ordre de présentation des listes.
La loi no 82-974 du 19 novembre 1982 a remplacé l'ancien scrutin majoritaire plurinominal dans les communes de 3 500 habitants et plus par l'actuel mode de scrutin, « qui additionne une prime majoritaire et une répartition proportionnelle des sièges ».
La loi no 2000-493 du 6 juin 2000 tendant à favoriser l'égal accès des femmes et des hommes aux mandats électoraux et fonctions électives, imposait des règles de parité homme/femme aux élections municipales des communes de plus de 3 500 habitants. Ces règles se sont appliquées pour la première fois aux élections de 2001 et ont été renforcées pour les élections de 2008.
Depuis la loi du 17 mai 2013 relative à l'élection des conseillers départementaux, des conseillers municipaux et des conseillers communautaires, et modifiant le calendrier électoral, ces règles s'appliquent dès les 1 000 habitants.
La loi no 2018-51 du 31 janvier 2018 relative aux modalités de dépôt de candidature aux élections introduit également la possibilité d'avoir deux candidats supplémentaires sur les listes complètes mais le bulletin de vote des listes ne les prend pas en compte lors du scrutin.
L'élection peut se limiter à un seul tour en cas de majorité absolue, ou donner lieu à un second tour, auquel cas :
- les listes qui ont obtenu au moins 10 % des suffrages exprimés peuvent s'y maintenir (mais sans possibilité de modifier l'ordre ou les membres de la liste s'il n'y a pas de fusion avec une autre liste), avec un minimum de deux ;
- les candidats d'une liste qui a obtenu plus de 5 %, sans pouvoir se maintenir en tant que tels, peuvent rejoindre une autre liste[27], ce qui peut amener à modifier l'ordre de présentation des candidats.

Les élections municipales des communes de plus de 1 000 habitants constituent un scrutin majoritaire avec une dose proportionnelle : à l'issue du second (ou du premier) tour on attribue d'abord la moitié (arrondie à l'entier supérieur) des sièges à pourvoir à la liste qui a le plus de voix ; les autres sièges sont répartis entre toutes les listes présentes au dernier tour ayant eu plus de 5 % des suffrages exprimés (y compris la liste majoritaire) à la représentation proportionnelle à la plus forte moyenne.
Les partisans d'une représentation proportionnelle dénoncent que ce système renforce énormément le pouvoir de la majorité municipale, bien au-delà de son poids électoral, la liste en tête ayant toujours et à elle seule une majorité absolue au conseil municipal. La prime majoritaire de 50 % va même très au-delà de garantir une majorité à la liste en tête : elle lui garantit de disposer au minimum de trois fois plus de conseillers municipaux que la liste arrivée deuxième et affaiblit donc considérablement l'opposition.
Cela amène par exemple à ce que les électeurs toulousains de 2008, qui ont voté au premier tour à 42,6 % pour la liste Moudenc, à 39,0 % pour la liste Cohen et à 18,4 % pour d'autres listes et au second tour à 50,42 % pour la liste Cohen et à 49,58 % pour la liste Moudenc soient représentés par une majorité dotée de 75,4 % des sièges et d'une opposition de 24,6 %, pour moins d'un point (0,84 %) d'écart de voix au second tour.
Même en cas de triangulaire, la majorité reste très fortement dominante : à Pau en 2008, à l'issue d'un second tour triangulaire, ce mode de scrutin amène à attribuer trente-cinq sièges (71 %) pour 14 316 électeurs (39 %) ; neuf sièges (18 %) seulement pour 13 974 électeurs (38 %), et 5 sièges (10 %) pour 7 713 électeurs (20 %).
Ces deux exemples sont représentatifs de ce qui peut se passer dans toutes les communes où il y a plus de deux listes au second tour (triangulaire, quadrangulaire, etc.) et c'est exactement ce qu'a souhaité le législateur (le Parlement)[réf. nécessaire]. En théorie, dans le cas extrême d'une novangulaire, il est envisageable de voir la liste arrivée en tête avec 11,12 % des voix obtenir autour de 55,56 % des sièges, tandis que les 8 autres listes, avec 11,11 % des voix chacune, n'obtiendraient chacune que 5,56 % des sièges. 
Par ailleurs, la prime majoritaire, en renforçant le résultat de la liste arrivée en première place, renforce également le nombre de délégués que celle-ci aura lors de l'élection sénatoriale.
En cas de démission, décès ou d'empêchement définitif d'un élu, le suivant sur la liste le remplace. Si ce n'est pas possible (trop de refus, ou liste unique), le siège restera vacant. Toutefois :
- lorsque le conseil municipal a ainsi perdu le tiers de ses membres (la moitié si les élections sont fixées à moins d'un an),
- ou s'il y a lieu de procéder à l'élection du maire (pour démission, décès...) et que le conseil municipal est ainsi incomplet,

il est procédé à de nouvelles élections. L'intégralité du conseil municipal est alors renouvelé.

#### Régimes particuliers de Paris, Marseille et Lyon
Dans les trois villes de France les plus peuplées, l'élection se fait par secteur électoral, en suivant les mêmes règles que pour les communes de plus de 1 000 habitants. Ces secteurs correspondent, à Paris et à Lyon, aux arrondissements. À Marseille chacun des huit secteurs regroupe deux arrondissements. Chaque secteur élit des conseillers de secteur (appelés conseillers d'arrondissement à Paris et Lyon) qui élisent en leur sein l'exécutif et le maire du secteur, comme toutes les autres communes de France. En outre, une partie de ces conseillers de secteur siège également au conseil de la ville (Conseil de Paris, conseils municipaux de Lyon et Marseille), où sont élus l'exécutif et le maire de la ville.

#### Régimes particuliers pour les communes nouvelles lors du premier renouvellement du conseil municipal
Pour les communes nouvelles, lors du premier renouvellement du conseil municipal, le nombre de conseillers à élire est supérieur à la strate démographique dans laquelle elles se trouvent.

#### Intercommunalités et métropole de Lyon
À compter des  élections municipales de 2014, les délégués d'une commune au sein du conseil des communautés de communes, des syndicats d'agglomération nouvelle, des communautés d'agglomération, des communautés urbaines et des métropoles sont élus lors des élections municipales.
Chaque commune est représentée au conseil communautaire par un nombre de représentants tenant compte de sa population, élus comme suit :
- commune de moins de 1 000 habitants : les représentants de la commune au conseil communautaire sont les membres du conseil municipal désignés dans l'ordre du tableau (maire, puis adjoints, puis conseillers municipaux)[32] ;
- commune de plus de 1 000 habitants : les conseillers communautaires sont élus en même temps que les conseillers municipaux. Sur un seul et même bulletin doivent figurer la liste des candidats au conseil municipal et celle des candidats au conseil communautaire (scrutin fléché)[33]. Les représentants des communes dans les EPCI sans fiscalité propre (syndicat intercommunal à vocation unique, syndicat intercommunal à vocations multiples, syndicat mixte) continuent d'être élus par chacun des conseils municipaux concernés, comme c'était le cas avant 2014 pour toutes les intercommunalités.

Dans le cas de la métropole de Lyon, qui est une collectivité à statut particulier, les 150 conseillers métropolitains siégeant au conseil de la métropole de Lyon sont élus au suffrage universel direct en parallèle des élections municipales dans les 59 communes concernées. Le territoire est découpé en 14 circonscriptions métropolitaines ; ainsi, un conseiller métropolitain représente non pas une commune mais une circonscription.

### Élection du conseil municipal et des maires

#### Nombre et élection des conseillers municipaux
Le nombre de sièges à pourvoir au conseil municipal est fonction du nombre d'habitants.  Ce nombre est fixé par la loi, de 7 sièges pour les communes de moins de 100 habitants à 69 sièges pour celles de plus de 300 000 habitants.
Le nombre de conseillers municipaux varie selon la taille de la commune : le décret du 27 janvier 1977 déterminait ce nombre en fonction des tranches de population de la commune, de 9 membres pour les plus petites communes jusqu'à 49 pour les villes de plus de 300 000 habitants.
La loi de novembre 1982, qui s'inscrit dans un train de réformes s'étant conclu par la loi PLM sur les cas spécifiques des trois plus peuplées villes de France, a modifié la composition des conseils municipaux, en conservant les mêmes tranches de population, de 9 membres jusqu'à 49. La loi du 17 mai 2013 a depuis abaissé de 9 à 7 le nombre de conseillers municipaux des plus petites communes comprenant moins de 100 habitants, :
| Nombre d'habitants    | 0 - 99          | 100 - 499         | 500 - 1 499       | 1 500 - 2 499     | 2 500 - 3 499     | 3 500 - 4 999   | 5 000 - 9 999 |
| --------------------- | --------------- | ----------------- | ----------------- | ----------------- | ----------------- | --------------- | ------------- |
| Nombre de conseillers | 7               | 11                | 15                | 19                | 23                | 27              | 29            |
| Nombre d'habitants    | 10 000 - 19 999 | 20 000 - 29 999   | 30 000 - 39 999   | 40 000 - 49 999   | 50 000 - 59 999   | 60 000 - 79 999 |               |
| Nombre de conseillers | 33              | 35                | 39                | 43                | 45                | 49              |               |
| Nombre d'habitants    | 80 000 - 99 999 | 100 000 - 149 999 | 150 000 - 199 999 | 200 000 - 249 999 | 250 000 - 299 999 | 300 000 +       |               |
| Nombre de conseillers | 53              | 55                | 59                | 61                | 65                | 69              |               |

À Paris, Lyon et Marseille, le nombre de conseillers municipaux, qu'il ne faut pas confondre avec les conseillers d'arrondissement ou de secteur plus nombreux mais aux pouvoirs limités, est déterminé par la loi PLM :
| Ville                            | Lyon                      | Marseille                  | Paris                    |
| -------------------------------- | ------------------------- | -------------------------- | ------------------------ |
| Nombre de conseillers municipaux | 73 conseillers municipaux | 101 conseillers municipaux | 163 conseillers de Paris |

Les conseillers municipaux sont élus au suffrage universel direct pour un mandat de six ans, renouvelable. Le scrutin a lieu en suivant les procédures électorales françaises. Au second tour, en cas d'égalité de suffrages entre les listes arrivées en tête, les sièges sont attribués à la liste dont les candidats ont la moyenne d'âge la plus élevée (art. L162 du Code électoral).

#### Élection du maire et des adjoints
Il est habituel d'élire maire le premier nom de la liste arrivée en tête, néanmoins il n'y a aucune contrainte légale. Un élu d'une liste qui n'est pas arrivée en tête peut être élu dans le cadre d'un accord électoral, lorsque le parti arrivé en tête  réserve des mairies à un parti allié. Un élu de sexe masculin peut être élu alors que la loi sur la parité imposait une candidate de sexe féminin en position éligible (et inversement). Par exemple en juin 2020 est écrit dans la profession de foi de la liste Les Républicains du 15e arrondissement de Paris : « Sur proposition de Philippe Goujon, Agnès Evren conduira cette liste (...), il sera notre candidat à la mairie d'arrondissement. ».[réf. nécessaire]
Le maire est élu par les conseillers municipaux en leur sein. Le maire possède un mandat propre : il peut démissionner librement, et être remplacé en cas de décès, ou de révocation de ses fonctions de maire par décision judiciaire, sans provoquer de nouvelles élections municipales.
Lors du renouvellement général des conseils municipaux, la première réunion se tient de plein droit au plus tôt le vendredi et au plus tard le dimanche suivant le tour de scrutin à l'issue duquel le conseil a été élu au complet. Le conseil municipal, présidé par le doyen d'âge, procède alors à l'élection du maire et des adjoints.
Le maire est élu à la majorité absolue des suffrages exprimés aux deux premiers tours, et à la majorité relative au troisième. Toutefois, si le nombre de voix des conseillers municipaux est le même pour deux candidats, c'est le plus âgé qui l'emporte.
Le conseil municipal fixe ensuite par délibération le nombre des adjoints, qui ne peut dépasser 30 % de l'effectif du conseil. 
Pour les communes de moins de 1 000 habitants, on procède à leur élection, selon les mêmes règles. Pour celles de plus de 1 000 habitants, les maires-adjoints sont élus au scrutin de liste à la majorité absolue, sans panachage ni vote préférentiel, et dans le respect du principe de la parité. Ce régime s'applique, à compter des élections municipales de 2014, aux communes de 1 000 habitants et plus, afin de favoriser l'égalité entre hommes et femmes.

#### Électeurs
Le scrutin municipal est ouvert à tous les électeurs français ainsi qu'aux ressortissants des États membres de l'Union européenne résidant dans la commune ou y payant des impôts, 
c'est-à-dire à toute personne :
- ayant 18 ans révolus, soit au plus tard la veille du scrutin à minuit ;
- de nationalité française ou citoyenne d'un des pays membres de l'Union européenne ;
- qui jouit de ses droits civils et politiques ;
- inscrite sur les listes électorales.

Un électeur vote forcément pour les candidats de la circonscription municipale, c'est-à-dire dans la commune (ou dans l'arrondissement, dans le cas de Paris, Lyon, et Marseille) dans laquelle il est inscrit.

##### Participation des ressortissants de l'Union européenne
C'est lors des élections municipales de 2001 que, pour la première fois, les citoyens des pays de l'Union européenne ont pu à la fois élire les conseillers municipaux et être éligibles à ces postes. Cette disposition était contenue dans l'article 8B du Traité de Maastricht.
Cependant, les droits de ces citoyens sont limités en application de l'article 88-3 de la Constitution du 4 octobre 1958, puisqu'ils ne peuvent prétendre au poste de maire, ni d'adjoint.
Pour pouvoir s'inscrire sur une liste complémentaire dans leur commune, les ressortissants européens doivent :
- être âgés de 18 ans ou plus au jour de la clôture de révision des listes ;
- jouir de leurs droits civiques à la fois en France et dans leur pays d'origine ;
- avoir leur domicile réel dans  une commune française, ou prouver qu'ils y résident de manière continue et effective depuis au moins six mois, ou qu'ils y payent des impôts locaux.

#### Candidats
Peuvent se présenter aux élections municipales françaises les personnes :
- âgées de 18 ans ou plus au 1er janvier de l'année de l'élection[53] ;
- de nationalité française ou ressortissant d'un État membre de l'Union européenne[54] ;
- inscrites sur la liste électorale de la commune ou y payant des impôts locaux en son nom[55](taxe foncière, taxe d'habitation pour un logement[56], ou justifiant d'un acte d'achat ou d'un bail d'habitation récent).

Cependant, dans toute commune de plus de 500 habitants, le nombre des conseillers ne résidant pas dans la commune au moment de l'élection ne peut dépasser le quart des membres du conseil et, pour les petites communes, 4 pour les communes de moins de 100 habitants, et 5 pour celles dont la population est comprise entre 100 et 500 habitants (voir Code électoral).
À compter des élections municipales de 2014, la déclaration de candidature est obligatoire dans toutes les communes et il est interdit de se présenter dans plusieurs communes.
De nombreuses dispositions du code électoral établissent des inéligibilités et des incompatibilités, destinées à assurer à la fois la liberté de conscience des électeurs et l'indépendance des élus. C'est ainsi, par exemple, que ne peuvent être candidats certains fonctionnaires dans les communes concernées par l'exercice de leur fonction (préfets, juges, policiers du corps actif, officiers de l'armée, comptables publics, agents de la commune...), et, à compter des élections de 2014, certains cadres de l'EPCI à fiscalité propre auquel adhère la commune.

#### Dispositions financières
Le coût de l'organisation des élections est assumé par l'État et les communes, où sont situées les bureaux de vote.
Les frais de propagande (coût du papier, l'impression et distribution des bulletins de vote, affiches et circulaires, ainsi que les frais d'affichage) sont, eux, payés par les candidats, et restent à leur charge dans les communes de moins de 1 000 habitants.
Dans les communes de plus de 1 000 habitants, ces frais de propagande sont remboursés par l'État aux candidats ayant obtenu au moins 5 % des suffrages exprimés à l'un des deux tours de scrutin et dont le matériel électoral respecte les dispositions réglementaires.
Ils sont remboursés par l'État aux listes ayant obtenu au moins 5 % des suffrages exprimés à l'un des deux tours, dans les communes de 2 500 habitants et plus,.
Dans les communes de plus de 2500 habitants, l'envoi à domicile des électeurs des documents de propagande électorale et la distribution dans les bureaux de vote des bulletins de vote imprimés par les listes candidates sont assurés par les commissions de propagande instituées dans chaque commune concernée. Dans les communes de taille inférieure, les listes qui souhaitent adresser aux électeurs une circulaire et/ou un bulletin de vote assurent leur distribution par leurs propres moyens et doivent déposer les bulletins de vote qu'ils ont fait imprimer auprès du maire au plus tard à midi la veille du scrutin ou dans les bureaux de vote le jour de l'élection.
Dans les communes de 9 000 habitants et plus, les listes sont également tenues d'établir un compte de campagne. Cela implique que ces listes doivent : 
- déclarer un mandataire financier lors de leur déclaration de candidature ;
- établir un compte de campagne qui devra, si le candidat obtient au moins 1 % des suffrages exprimés, être déposé à la commission nationale des comptes de campagne et des financements politiques  (CNCCFP) au plus tard avant 18 heures le dixième vendredi suivant le premier tour de scrutin (soit le vendredi 30 mai 2014 pour les élections municipales de 2014).

Les listes ayant obtenu au moins 5 % des suffrages exprimés au premier tour de scrutin  dans ces communes seront remboursées 47,5 % du montant des dépenses électorales arrêté par la CNCCFP, dans la limite du plafond de dépenses défini à l'article L. 52-11 du Code électoral,.
Ces dispositions réduisent de fait la possibilité de se présenter pour les candidats peu implantés localement ou ne disposant pas des ressources d'un parti organisé.

#### Publication des résultats
Les résultats des élections municipales sont publiés sur le site du ministère de l'Intérieur. Pour les villes de plus de 3 500 habitants, puis, à compter de 2014, les communes de plus de 1 000 habitants (scrutin de liste), toutes les listes sont citées car celles-ci sont déposées en préfecture préalablement au scrutin. Pour les communes de taille inférieure (scrutin plurinominal majoritaire), seuls les gagnants sont cités, sans précision sur leur liste d'origine ou sur le taux de panachage.
| Année | Taux de participation | Taux de participation |
| Année | 1er tour              | 2e tour               |
| ----- | --------------------- | --------------------- |
| 1959  | 74,8 %                | 73,9 %                |
| 1965  | 78,2 %                | 70,8 %                |
| 1971  | 75,2 %                | 73,6 %                |
| 1977  | 78,9 %                | 77,6 %                |
| 1983  | 78,4 %                | 79,7 %                |
| 1989  | 72,8 %                | 73,1 %                |
| 1995  | 69,4 %                | 70,0 %                |
| 2001  | 67,4 %                | 69,0 %                |
| 2008  | 66,54 %               | 65,20 %               |
| 2014  | 63,55 %               | 62,13 %               |
| 2020  | 44,66 %               | 41,67 %               |

#### Contentieux
Tout électeur et tout éligible peut contester le résultat des élections municipales, de l'élection du maire et de ses adjoints, des représentants de la commune à un établissement public de coopération intercommunale (EPCI) devant le tribunal administratif, soit par mention au procès-verbal, soit par réclamation écrite dans un délai de cinq jours suivant la date de l'élection.
Le préfet a le même pouvoir, mais doit former son recours dans les quinze jours de l'élection.

#### Participation
Les élections municipales font partie des scrutins français dont le taux de participation reste assez élevé. Celui-ci connaît néanmoins une baisse significative depuis plusieurs décennies : alors qu'on enregistre 25,2 % de non-votants au premier tour des élections municipales de 1959, l'abstention atteint 35,5 % au premier tour des élections municipales de 2008 avant de s'établir à 36,45 % six ans plus tard.
On peut constater une inversion de la participation entre les deux tours à partir des élections de 2008 : alors que le 2e tour mobilisait plus que le 1er tour de 1983 à 2001 inclus, les 2es tours des élections de 2008 et 2014 ont connu une participation moins forte  qu'aux 1ers tours, revenant ainsi à la situation prévalant jusqu'en 1977.